# Sønderborg slott

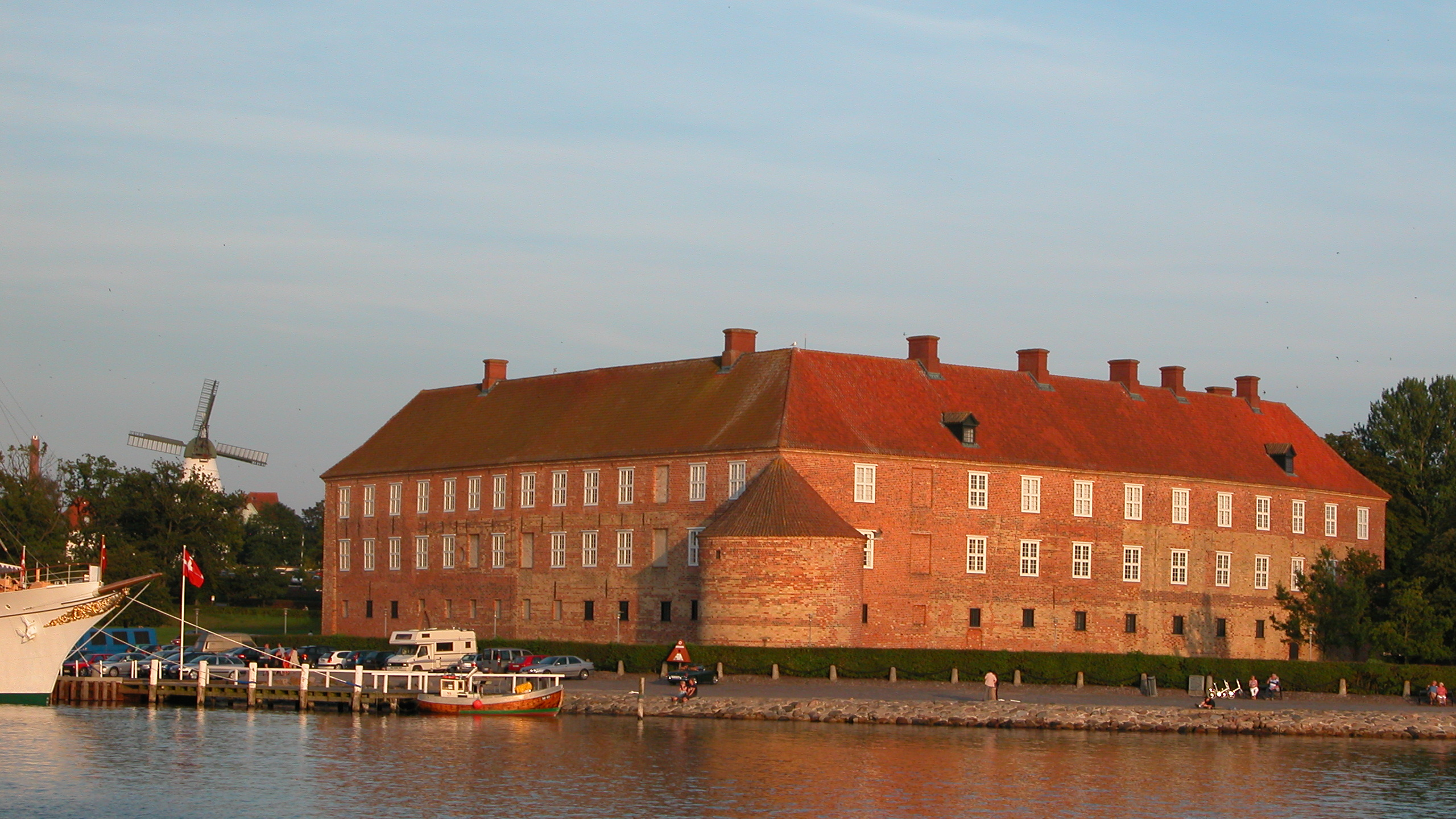
Sønderborg Slott

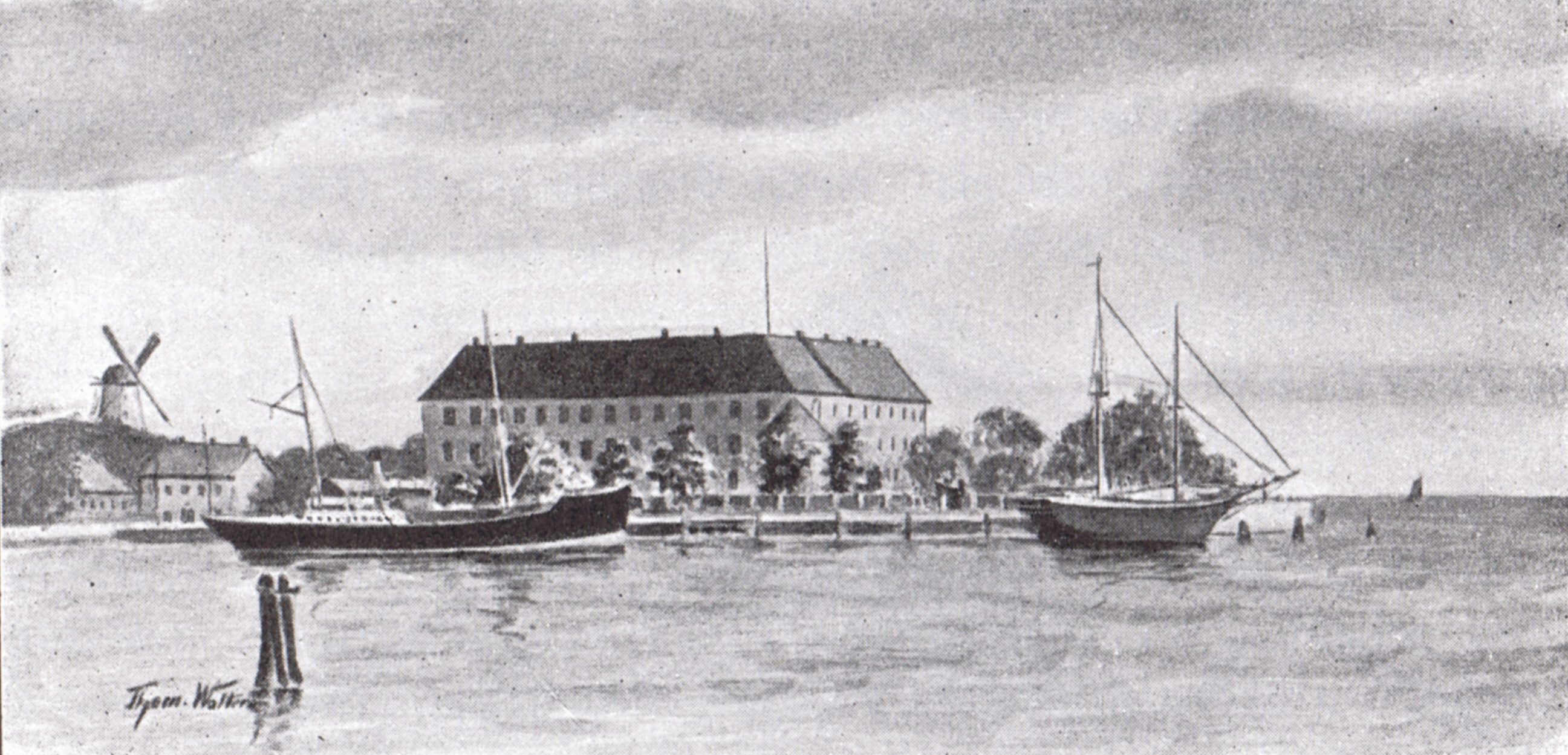
Sønderborg Slott (1895)

Sønderborg slott är ett slott och ett museum i Sønderborg i Danmark. Från början var Sønderborg slott en försvarsborg.

## Historia
Borgen byggdes ungefär år 1170 och byggdes gradvis ut. Mellan 1300-talet och 1700-talet fanns här Blåtårn som fungerade som fängelse, bland annat för Kristian II.
På 1550-talet gjordes borgen om till ett renässansslott efter beslut av kung Kristian III och drottning Dorothea. Byggmästare var Hercules von Oberberg. Slottets trapptorn, riddarsalen och renässanskapellet blev kvar från renässansslottet. Under perioden 1718 till 1720 byggdes Sønderborg slott återigen om. Denna gång fick slottet det barockutseende det har än idag. 1964-1973 genomfördes en restaurering av slottet och på 1980-talet gjorde man ändringar i slottets omgivning, exempelvis markerade man slottets ursprungliga vallar, vallgrav samt Blåtårns grund.

## Museet
Sønderborg slott är idag ett kultur- och militärhistoriskt museum, samt också huvudmuseum för det forna hertigdömet Schleswig.